# 大念处经
《大念處經》是巴利三藏《長部》第22篇經，又收錄於《中部》第10篇，名為《念處經》（巴：Satipaṭṭhāna Sutta），在上座部佛教中作為當代毘婆舍那禪修的基礎極受重視。
在漢譯佛典中，對應於說一切有部的《中阿含經》第98篇的《念處經》（ 梵語：Smṛtyupasthāna Sūtra स्म्र्युपस्थान सूत्र）以及大眾部末派或不明部派的《增壹阿含經》壹入道品的第1經。此外，在《持世經·四念處品》、《摩訶般若波羅蜜經·四念處品》、《涅槃經·聖行品》、《寶雲經》卷第四等大乘佛經中，亦有講述四念處的經文。

## 釋名
大念處經，巴利語Mahāsatipaṭṭhāna 由Mahā－sati－paṭṭhāna 三詞合成，Mahā 是形容詞，大或多。sati 念、記憶、深切注意。paṭṭhāna，出發或建立。。念處是念之出發點，念之基礎，或念之現起，念之建立。

## 內容
佛陀在俱盧國的劍磨瑟曇（巴：Kammasadhamma；梵：Karmasadharma）城時，教導比丘等四眾弟子，度憂愁、滅苦惱，獲得正道的方法，就是修行四念處。
佛陀在經中對四念處的義理和修行做了詳細解釋。於「身念處」說明了入出息，威儀（行住坐臥），正知，不淨（三十二身分），四界分別，墓地。於「受念處」解釋苦、樂、不苦不樂，三種受，於「心念處」說明了觀察心的八對十六種現象，包括貪無貪、瞋無瞋、痴無痴、集散、廣不廣大、更不更上、定不定、解脫不解脫。於「法念處」又說明就五蓋、五取蘊、六處、七覺支、四聖諦，如法觀察。最後以勉勵弟子精勤修行，得證解脫作結。
本經以修習四念處為綱領，由如實觀察身、受、心、法，把握「身不淨、受是苦、心無常、法無我」之相，對治眾生淨、樂、常、我之四顛倒想，修得慧觀，知見苦、無常、無我之三法印，於世間一切事物無所執取，諸漏斷盡，達於涅槃之境。

## 比較
|           | 長部（南傳上座部） 大念處經               | 中阿含經（說一切有部） 念處經                                                | 增一阿含經（大眾部末派） 壹入道品一經 | 大般若經（大乘佛教） 第二會               | 瑜伽師地論（大乘佛教） 聲聞地 |
| --------- | ----------------------------------------- | ---------------------------------------------------------------------------- | ------------------------------------- | ----------------------------------------- | ----------------------------- |
| 說法 地點 | 俱盧國劍磨瑟曇                            | 俱盧國劍磨瑟曇                                                               | 舍衛國祇樹給孤獨園                    | 王舍城鷲峯山                              | N/A                           |
| 身念處    | 出入息念‧行住坐臥‧不淨‧正知‧四界分別‧墓地 | 行住坐臥‧正知‧善法念‧以心治心‧出入息念‧四禪喻‧光明想‧觀相‧不淨‧六界分別‧墓地 | 不淨‧四界分別‧諸孔漏出不淨‧墓地       | 行住坐臥‧正知‧出入息念‧四界分別‧不淨‧墓地 | 三十五種身相                  |
| 受念處    | 九種受                                    | 廿一種受                                                                     | 十二種受                              | N/A                                       | 廿一種受 或九種受             |
| 心念處    | 八對十六心                                | 十對二十心                                                                   | 十二對廿四心                          | N/A                                       | 十對二十心                    |
| 法念處    | 五蓋‧五取蘊‧六內外處‧七覺支‧四聖諦        | 六內處‧五蓋‧七覺支                                                           | 七覺支‧四禪                           | N/A                                       | 二十種法 / 五蓋‧六內處‧七覺支 |

## 外部連結
- 大念處經(念住大經) (DN 22 Mahāsatipaṭṭhānasuttaṃ) (府城佛教網)  （页面存档备份，存于）
- 大念住經經文: 
  - 白話版
  - 巴利原文
  - 英譯一 （页面存档备份，存于）、 英譯二
  - 文言文版一 （页面存档备份，存于）（江鍊百譯）、文言文版二 （页面存档备份，存于）（鄧殿臣、趙桐譯）、文言文版三 （页面存档备份，存于）（元亨寺譯）
- 中文注解
  - 《念處之道：大念處經講記 （页面存档备份，存于）》性空法師
  - 《舍利弗阿毘曇論 ·念處品 （页面存档备份，存于）》心念處「有欲心」至「有勝心」之解釋 （页面存档备份，存于）
  - 《分別論·念處分別 （页面存档备份，存于）》
  - 《無礙解道（英语：Paṭisambhidāmagga）·念住的談論 （页面存档备份，存于）》
  - 《阿毘達磨法蘊足論·念住品 （页面存档备份，存于）》、《阿毘達磨集異門足論·四法品》
  - 《阿毘達磨品類足論·辯千問品》卷十一 （页面存档备份，存于）、卷十二 （页面存档备份，存于）
  - 《阿毘達磨大毘婆沙論·見蘊·念住納息 （页面存档备份，存于）》
  - 《阿毘曇甘露味論·三十七品 （页面存档备份，存于）》、《雜阿毘曇心論·賢聖品 （页面存档备份，存于）》、《阿毘達磨俱舍論·分別賢聖品 （页面存档备份，存于）》、《阿毘達磨順正理論·辯賢聖品 （页面存档备份，存于）》
  - 《大智度論·初品·三十七品義 （页面存档备份，存于）》、《大智度論·釋四念處品 （页面存档备份，存于）》
  - 《瑜伽師地論·聲聞地·瑜伽處》釋四念處之部份 （页面存档备份，存于）
  - 《大乘阿毘達磨雜集論·諦品》釋四念處之部份 （页面存档备份，存于）
  - 《大乘義章·淨法聚·三十七道品義》「第二門中別解道品 （页面存档备份，存于） 」
  - 《四教義》卷四「明別相四念處位 （页面存档备份，存于） 」、卷五「明總相四念處位 （页面存档备份，存于） 」
  - 《諸法無諍三昧法門》卷下「四念處觀 （页面存档备份，存于）」
- 英文注解
  - 《The Way of Mindfulness》（巴利義註）Commentary on Satipatthana Sutta （页面存档备份，存于）